# Alexandru Ioan Cuza, Cahul
Pentru alte utilizări ale numelui propriu Alexandru Ioan Cuza, cu varietatea Cuza Vodă, a se vedea paginile de Alexandru Ioan Cuza (dezambiguizare) și Cuza Vodă (dezambiguizare).
Alexandru Ioan Cuza (anterior Hagi Abdul, Cuza Vodă; în rusă Suvorov, Suvorovo) este un sat din raionul Cahul, Republica Moldova.

## Etimologie
Numele satului este un oiconim comemorativ, evocând numele lui Alexandru Ioan Cuza, primul domnitor al principatelor Unite și al statului național România. Așezarea a mai fost denumită în trecut Hagi Abdul (până în 1924 și în anii 1945-1960), Cuza Vodă (1924-1940 și 1941-1944), Suvorov (1960-1990).

## Istorie
Satul a fost întemeiat ca o colonie bulgară cu numele Hagi Abdul la începutul secolului al XIX-lea pe locul unei așezări turcești cu același nume.
Localitatea a aparținut României în timpul domniei lui Alexandru Ioan Cuza, iar apoi României Mari.
La recensământul din 1930 au fost numărați aici 2894 de locuitori, din care 2828 români, 23 ruși și 27 bulgari, 1 sârb, 5 evrei, 8 greci, 1 găgăuz, 1 țigan. În acea vreme, denumirea oficială a satului era Cuza-Vodă și făcea parte din județul Ismail
În Alexandru Ioan Cuza funcționează una din cele mai vechi școli din Basarabia, prima atestare fiind în anul 1856. Având tradiția a peste 150 ani de muncă intelectuală, Alexandru Ioan Cuza este recunoscut ca fiind un centru al culturii iar locuitorii vorbesc o limbă română curată marcată de regionalisme unice.
Printre personalitățile născute în Alexandru Ioan Cuza se numără Mihai Vântu (membru al Sfatului Țării) și Gheorghe Hioară (membru al guvernului).
În perioada sovietică, satul a fost numit „Suvorov” (în rusă: Суворово, Suvorovo), în cinstea generalisimului Aleksandr Suvorov. În 1990, localitatea a fost redenumită "Alexandru Ioan Cuza", după numele interbelic.

## Populație
Conform recensământului din 2004, populația numără 2.653 oameni, dintre care 1.277 bărbați și 1.376 femei.

### Structura etnică[6]
| Etnie              | Populație | % din total* |
| ------------------ | --------- | ------------ |
| Moldoveni (Români) | 2.506     | 94,46%       |
| Găgăuzi            | 76        | 2,86%        |
| Ruși               | 25        | 0,94%        |
| Ucraineni          | 23        | 0,87%        |
| Bulgari            | 15        | 0,56%        |
| Alții              | 8         | 0,30%        |

## Administrație și politică
Componența Consiliului local Alexandru Ioan Cuza (11 consilieri), ales la 5 noiembrie 2023, este următoarea:
|  | Partid                                            | Consilieri | Componență | Componență | Componență | Componență |
|  | ------------------------------------------------- | ---------- | ---------- | ---------- | ---------- | ---------- |
|  | Partidul Acțiune și Solidaritate                  | 4          |            |            |            |            |
|  | Partidul Democrat Modern din Moldova              | 4          |            |            |            |            |
|  | Alianța Liberalilor și Democraților pentru Europa | 1          |            |            |            |            |
|  | Partidul Socialiștilor din Republica Moldova      | 1          |            |            |            |            |
|  | Partidul Dezvoltării și Consolidării Moldovei     | 1          |            |            |            |            |

## Personalități născute aici
- Ana Guțu (n. 1962), profesor universitar, politiciană.